# یونگتس
یونگتس (به لهستانی:  Joniec) یک روستا در لهستان است که در گمینا یونگتس واقع شده‌است.
 یونگتس  ۲۷۰ نفر جمعیت دارد.